# Derek Chauvin
Derek Chauvin (anglès: Derek Michael Chauvin)  (Oakdale, 19 de març de 1976) és un expolicia nord-americà implicat en el cas de la mort de George Floyd a Minneapolis, Estats Units. Envoltat de tres col·legues més, va posar George Floyd a terra, amb el genoll al coll, mantenint-lo allà durant diversos minuts, mentre Floyd estava emmanillat i es va queixar que no podia respirar, cosa que va provocar la seva asfíxia. L'incident va provocar ira i protestes a tot el país i més enllà de les seves fronteres, i va tornar a posar en primer pla la violència policial contra els afroamericans. Com a resultat, Derek Chauvin va ser arrestat i acusat. S'enfronta a una pena de quaranta anys de presó.
El 20 d’abril de 2021, és declarat culpable dels tres càrrecs: assassinat, homicidi i violència intencionada que condueixen a la mort de George Floyd.

## Biografia
Derek Chauvin va estudiar a Park High School, a la ciutat de Cottage Grove, Minnesota. Tot i que no tenia cap diploma, va obtenir el certificat d’equivalència de batxillerat. Després va fer cursos de preparació culinària en un establiment. Ha encadenat diversos oficis: cuiner, guàrdia de seguretat, policia militar a l'exèrcit dels EUA.

## Detenció de George Floyd

### Context de la detenció
El 25 de maig de 2020 George Floyd és sospitós d’utilitzar un bitllet fals de vint dòlars en un mercat de queviures. Derek Chauvin és, aquell dia, l’oficial d’entrenament de camp de dos dels altres oficials implicats i que estaven en la seva primera setmana de servei actiu.

#### L'agonia de George Floyd
Durant vuit minuts i 46 segons, mentre George Floyd estava emmanillat i estirat de bocaterrosa sobre l'asfalt sostingut per dos oficials, Derek Chauvin va mantenir el genoll al seu coll. Durant aquests vuit minuts, George Floyd va dir repetidament, entre gemecs d'asfíxia: 
| « | no puc respirar | » |

, 
| « | mama | » |

, 
| « | em volen matar | » |

Derek Chauvin li hauria respost: 
| « | Així que deixa de parlar, deixa de cridar, es necessita molt d'oxigen per parlar | » |

. Durant els darrers tres minuts, George Floyd està quiet i no té pols. Els testimonis presents al lloc dels fets exigeixen a la policia que comprovi el pols de l’home. Un sanitari ve a prendre el pols mentre Chauvin continua immobilitzant el coll del sospitós. Aleshores, el sanitari demana al policia que li tregui el genoll, aquest ho fa. Derek Chauvin i el paramèdic col·loquen George Floyd a la llitera de l’ambulància. Floyd va ser declarat mort a l'hospital.
Les imatges de circuit tancat de televisió d’una empresa propera no van mostrar que Floyd es resistís a la seva detenció, com va dir la policia. La denúncia penal deia que a les imatges de la càmera de vianants, Floyd va dir que temia pujar al vehicle policial a causa de la seva claustrofòbia. Per tant, es resisteix per por de ser col·locat al vehicle i cau a terra. Chauvin i els altres dos agents l'immobilitzen a terra.
Diversos transeünts van fer vídeos que es van distribuir àmpliament a les xarxes socials. Chauvin i els altres tres oficials van ser acomiadats l'endemà, tot i que es permeten restriccions de genoll a coll a l'estat de Minnesota. Els experts, en aplicació de la llei, han criticat àmpliament l’ús de la tècnica per Chauvin i l’han descrit com a excessiu.
El 23 de juny, el cap de la policia de Minneapolis, Medaria Arradondo, va dir que Chauvin havia estat entrenat en els perills de l'asfíxia postural i va qualificar la mort de George Floyd com assassinat.

## Conseqüències

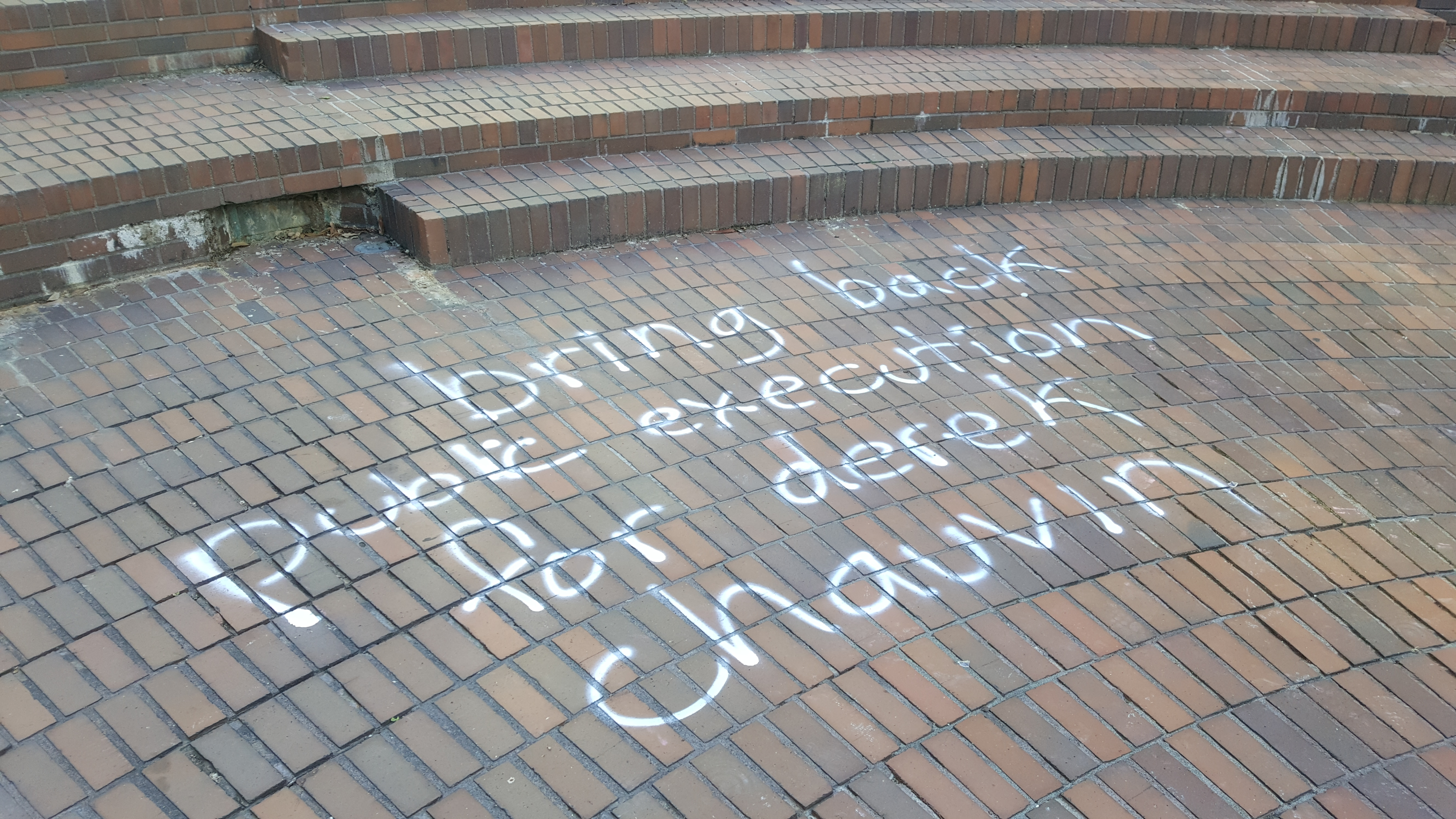
Pintades al paviment davant de la Terry Schrunk Plaza de Portland.

### Detenció de Derek Chauvin
Després de la publicació de vídeos de la detenció de George Floyd, l'agent Chauvin va ser acomiadat del departament de policia de Minneapolis. El divendres 29 de maig de 2020, quatre dies després de la tragèdia, Derek Chauvin va ser arrestat i acusat d’ homicidi
Després d'això, el 30 de maig de 2020, la seva dona Kellie Chauvin, de quaranta-cinc anys, originària de Laos, sol·licita un divorci i expressa la seva més forta compassió cap als afins a Floyd.

El 3 de juny de 2020, els fets han estat reclassificats. Derek Chauvin és processat per assassinat i s'enfronta a una pena de quaranta anys de presó. És descrit com a 
| « | l'home més detestat d'Amèrica | » |

L'11 de setembre de 2020, apareix amb els altres tres agents de policia implicats en el cas. Aquests són insultats pels manifestants.
El 7 d’octubre de 2020, és alliberat després del pagament del dipòsit, la suma del qual ascendeix a un milió de dòlars. El seu judici està previst el 8 de març de 2021 i els dels altres tres agents de policia implicats estan fixats per a l'agost de 2021.

#### Emergència de moviments

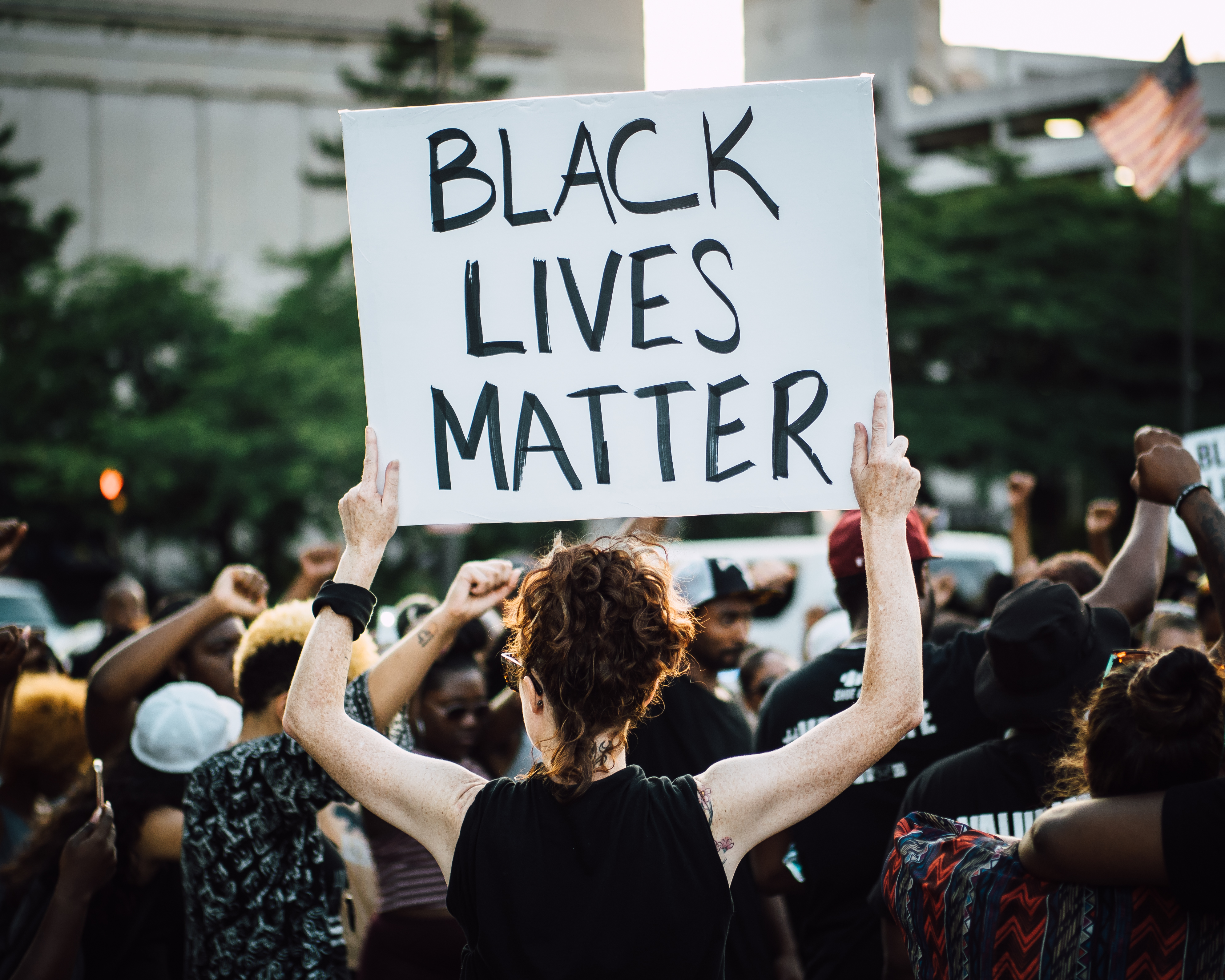
Moviment del Black Lives Matter a una manifestació

Després del drama relatiu a George Floyd, diversos temes tornen al cor de les discussions mediàtiques i polítiques, inclosa la de les equivocacions policials. El moviment Black Lives Matter, que data del 2013, també torna a destacar i pren una escala internacional. Aquest moviment té lloc a diverses nacions del món i presenta casos de possibles errades policials del passat, com l’afer Adama Traoré a França. Al mateix temps, el grup de pirates informàtics Anonymous va ressorgir després de cinc anys de secret i va amenaçar la policia de Minneapolis amb serioses represàlies després de la mort de George Floyd.
Les llargues protestes van continuar a Minneapolis després de la tragèdia i després per tots els Estats Units. L'eslògan sovint visible era “No hi ha justícia, no hi ha pau". El president Donald Trump ha desplegat la Guàrdia Nacional dels Estats Units a Minneapolis per calmar les protestes, en què s'han produït altres errades i incidents policials.

## Denúncies
Entrat a la policia el 2001, Derek Chauvin havia estat implicat, durant la seva carrera, en una vintena de denúncies per mala conducta professional, però no havia rebut cap sanció.
El 23 de juliol de 2020, Derek Chauvin i la seva exparella són acusats d'evasió fiscal, mentre que l'exoficial ja està acusat de l'assassinat de George Floyd. Amb aquest nou presumpte delicte, ara s'enfronta a quaranta-cinc anys de presó.